# أنطون يوسف همبل
أنطون يوسف هَمبِل (1710 – 30 مارس 1771) كان بواقًا يُنسب إليه الفضل عمومًا في تطوير تقنية إيقاف اليد التي تسمح للأبواق الطبيعية بالغزف اللوني الكامل بين عامي 1750 و 1760. كان هذا أحد أهم الابتكارات في تاريخ البوق، مقارنة بتطوير هينرش إشْتُلزِل أول بوق صمام في عام 1817.